# Niel-bij-Sint-Truiden
Niel-bij-Sint-Truiden (Limburgs: Niel) is een dorp in de Belgische provincie Limburg, en een deelgemeente van de gemeente Gingelom. Het was een zelfstandige gemeente tot het bij de fusie van 1971 toegevoegd werd aan de gemeente Gingelom.
Niel-bij-Sint-Truiden ligt onmiddellijk ten zuidoosten van de dorpskern van Gingelom aan de weg naar Borgworm. Niel heeft zich ontwikkeld van een Haspengouws landbouwdorp tot een woondorp en is door lintbebouwing langs de steenweg stilaan vergroeid met Gingelom. Ook langs de weg naar het vroegere station van Gingelom is er lintbebouwing.

## Etymologie
Niel-bij-Sint-Truiden werd voor het eerst vermeld in 1139 en zou afkomstig kunnen zijn van het Germaanse niwialho (laaggelegen gebied) of van het Latijn nigella (kleine, zwarte poel). De toevoeging bij-Sint-Truiden is ter onderscheid van Niel-bij-As.

## Geschiedenis
Op het grondgebied van Niel bevonden zich twee tumuli uit de Gallo-romeinse periode (2e eeuw n. Chr.) en wel op het Tombosveld, maar deze verdwenen in de 20e eeuw.
In 1218 vermeld als allodium, hoewel afhankelijk van de Abdij van Sint-Truiden. Sedert 1250, door huwelijk van Eleonora van Niel en Robert van Borlo, eigendom van het geslacht De Corswarem. In 1569 werd Niel als vrij graafschap betiteld, maar het hing af van het Heilige Roomse Rijk.
De parochie was een kwartkapel van Gingelom.

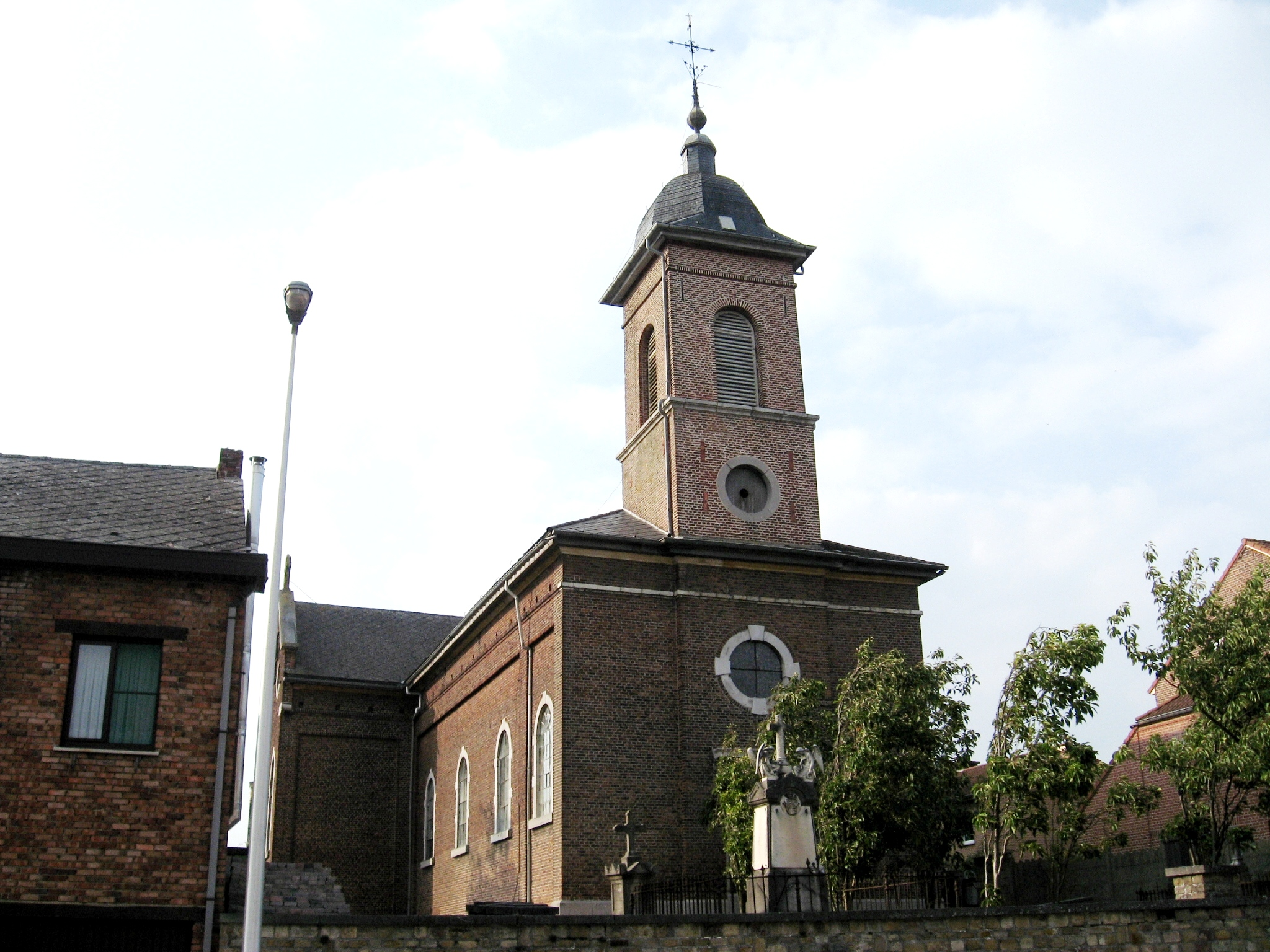
De Sint-Sebastiaanskerk

## Demografische ontwikkeling
- Bronnen:NIS, Opm:1831 tot en met 1961=volkstellingen

## Burgemeesters
- 1808-1813: Charles Louis Auguste Ferdinand Emmanuel de Looz-Corswarem[1]

## Bezienswaardigheden
- De neoclassicistische Sint-Sebastiaanskerk uit 1839. De kerk werd in 1888 vergroot.
- Verscheidene vierkantshoeven waaronder de Poorte van Egmont uit de 17de eeuw die aan de Molenbeek, Fonteinstraat 16, gelegen is.
- De Onze-Lieve-Vrouw-van-Bijstandkapel uit 1785

## Natuur en landschap
Niel-bij-Sint-Truiden is gelegen in Droog-Haspengouw, in de vallei van de Molenbeek. Het is gelegen in een open landschap en de hoogte bedraagt ongeveer 100 meter.
De Oude Katsei, die aan de zuidkant van de kom verloopt, is een oude heerbaan die van Borgworm naar Landen verloopt.

## Nabijgelegen kernen
Gingelom, Borlo, Wezeren, Montenaken, Jeuk-Station
Deelgemeenten: Boekhout · Borlo · Buvingen · Gingelom · Jeuk · Kortijs · Mielen-boven-Aalst · Montenaken · Muizen · Niel-bij-Sint-Truiden · Vorsen

Gehuchten: Hasselbroek · Heiselt · Hundelingen · Jeuk-Station · Klein-Jeuk · Klein-Vorsen

Belgische gemeenten · Arrondissement Hasselt · Limburg · Vlaanderen